# 龚智发
龔智發（1960年1月—），四川省安岳县人。1983年7月畢業於西昌師範專科學校數學系，後考入四川師範學院數學系獲大學本科學歷。1997年被破格晉升為中學高級教師，曾任四川省安岳中學副校長，任教高中數學課，現任職成都外國語學校校長。四川省民辦教育協會第三屆理事會副會長。